# Перикінетична коагуляція
Перикінетична коагуляція (англ. perikinetic coagulation) — утворення агрегатів у нестабільному золі, злипання частинок дисперсійної фази в колоїдних системах, що відбувається лише при зіткненні частинок внаслідок броунівського руху.